# 叶圣陶故居
叶圣陶故居，位于江苏省苏州市姑苏区滚绣坊青石弄5号。建于民国，为苏州市文物保护单位。

## 历史
叶圣陶（1894年 - 1988年），本名叶绍钧，苏州人，当代教育家、文学家。早年曾为教师、编辑，创作小说。新中国成立后担任全国政协常委、副主席，全国人大常委，民进中央主席，任中国出版总署副署长、教育部副部长、人民教育出版社社长、中央文史研究馆馆长等。编纂多种中小学语文教材、教学大纲。
叶圣陶1935年从上海迁居回苏，故居即在同年购地建造，总占地面积580平方米，建筑面积210平方米。北侧平房为居住会客之地，西侧平房为附房，宅中央为小园，建小池，植有花木，院内四周附有回廊。石库大门朝东，门额由瓦翁书写。叶圣陶对故居自号为“未厌居”。
解放后，故居被占为民居，并一度圈入南林饭店。1984年，叶圣陶将故居捐献给国家，由苏州市文联接受。1990年，《苏州杂志》编辑社迁入此处。1998年11月24日，苏州市人民政府公布，其入选第四批苏州市文物保护单位。